# پادیپست
پادیپست (به لاتین: Padipast) یک منطقهٔ مسکونی در تاجیکستان است که در ولایت سغد واقع شده‌است.

## خصوصیات
پادیپست ۲۱ نفر جمعیت دارد و ۲٬۵۴۳ متر بالاتر از سطح دریا واقع شده‌است.